# Ираклис (баскетбольный клуб)
«Ираклис» — баскетбольный отдел греческого спортивного клуба «Ираклис» из города Салоники, является первым чемпионом Греции в 1928 году. Клуб назван в честь героя древнегреческой мифологии Геракла.

## Титулы
- Чемпионат Греции по баскетболу
  - Победитель (2): 1928, 1935
  - 2-е место (3): 1936, 1962, 1964
- Кубок Греции
  - Финалист (3): 1981, 1994, 1996

## О клубе
Ираклис дважды играл в полуфиналах Кубка обладателей кубков, выступал в Евролиге ФИБА 1995-96 и в Супролига ФИБА 2000-01.

## Известные бывшие баскетболисты
- Лазарос Пападопулос
- Софоклис Схорцанитис
- Димитрис Диамантидис
- Никос Хацивретос
- Димитрис Пападопулос
- Христос Тапутос
- Гиоргос Карагутис
- Савас Илиадис
- Гиоргос Апостолидис
- Вагелис Агелу
- Василий Карасёв
- Юрий Здовц
- Уолтер Берри
- Рой Тарпли
- Стив Барт
- Эрик Мик
- Террел Касл